# Haustorius jayneae
Haustorius jayneae is een vlokreeftensoort uit de familie van de Haustoriidae. De wetenschappelijke naam van de soort is voor het eerst geldig gepubliceerd in 1991 door Foster & LeCroy.